# Super Mario Bros. 2
Super Mario Bros. 2 (w Japonii jako Super Mario USA) – gra platformowa stworzona i wydana przez firmę Nintendo na konsolę Nintendo Entertainment System w 1988 roku. Gra powstała na bazie japońskiego tytułu Yume Kōjō: Doki Doki Panic.
Gra pojawiła się także na NES Classic Edition.
Akcja gry rozgrywa się w magicznej krainie snów Subcon, gdzie rządzi zły i okrutny Wart. Pewnego dnia Mario ma sen, w którym wspina się po bardzo długich schodach i znajduje drzwi. Gdy je otwiera, spada z góry w magiczną krainę, gdzie słyszy wołanie o pomoc. Następnego dnia, Mario, Luigi, Toad i Peach wybierają się na piknik. Zauważają tam jaskinię, a w niej długie schody, takie jak w śnie Mario. Gdy otwierają drzwi, widzą tę samą krainę którą Mario widział w swoim śnie. Czwórka bohaterów postanawia uwolnić krainę Subconu od Warta i jego armii.